# 香港電視娛樂
香港電視娛樂有限公司，免費電視品牌為「ViuTV」，香港商營無線電視台，是目前香港四家免費電視台之一。由電訊盈科（港交所：0008）透過附屬公司PCCW Interactive及信託公司全資擁有及經營。
旗下有兩條免費電視頻道，分別為粵語綜合頻道ViuTV及英語綜合頻道ViuTVsix。ViuTV已於2016年3月31日起透過Now tv進行試播，並於2016年4月2日起透過香港數碼地面電視廣播進行試播，並已在2016年4月6日透過香港數碼地面電視廣播及Now TV 99台、ViuTV應用程式及其網站viu.tv （页面存档备份，存于）啟播，而ViuTVsix已於2017年3月31日於香港數碼地面電視廣播及Now TV 96台啟播。

## 歷史

### 申請免費電視牌照
2009年夏，廣播事務管理局（通訊事務管理局前身）對亞洲電視及無綫電視進行公聽會，會上意見多數針對無綫多年一台獨霸電視市場（慣性收視）、亞視多次更換管理層令節目脫離香港觀眾口味，需要發出新免費電視廣播牌照。2009年冬天，廣管局收到香港市民意見，歡迎收費電視及衛星電視申請加入香港免費電視廣播市場。2010年1月18日，電訊盈科發出新聞稿，指鑒於政府正接受免費電視牌照申請而又認為公司有能力，所以決定申請免費電視牌照。2010年3月31日，香港電視娛樂向廣管局提交免費電視牌照申請。
2013年10月15日，香港電視娛樂與奇妙電視分別於同一日獲得行政會議原則上同意發牌。但該發牌決定亦觸發了十多萬市民不滿和抗議。

#### 開台準備
2013年至2015年期間，香港電視娛樂羅致一批幕後人材，包括劉家豪、梅小青、金廣誠、方俊華，為製作自家品牌劇集籌組幕後班底（劉家豪、梅小青已於2016年3月回巢無綫電視）。
2015年9月，為準備正式開台，羅致一批藝人為製作劇集籌組幕前班底。

##### 「一視．仝人」創意計劃
2013年11月7日，香港電視娛樂啟動「一視．仝人」創意計劃。

#### 爭取大氣電波頻譜
2014年4月9日，香港電視娛樂與奇妙電視一同獲通訊事務管理局發出擬議牌照文本，並會隨即與當局討論當中擬議的牌照條款。同年5月4日，電訊盈科主席李澤楷出席股東會表示，Now寬頻電視仍與政府磋商免費電視發牌條款，尹承傑於政府總部與行政長官梁振英討論如何安排公平使用廣播頻譜，並望能向政府爭取大氣電波頻譜，以將覆蓋率提升至100%。

#### 進行改組
根據《香港法例》第562章《廣播條例》第8(c)條及附表4第2條，公司如屬某法團的附屬公司，不得獲批給或持有免費電視牌照，而香港電視娛樂於申請牌照時的最終母公司為電訊盈科。為符合非附屬公司的規定，香港電視娛樂於2014年5月進行企業改組，改組後，電訊盈科透過其附屬公司「PCCW Interactive Media Holdings Limited」持有50%無表決權股份，而另外2間信託公司「HKTVE (B Class) (PTC) Limited」及「HKTVE (C Class) (PTC) Limited」則分別持有100%有表決權股份及50%無表決權股份。

### 獲發免費電視牌照
2015年4月1日，商務及經濟發展局局長蘇錦樑公佈行政長官會同行政會議在考慮通訊事務管理局建議後，決定批出有效期為12年的免費電視牌照予香港電視娛樂，即時生效。蘇錦樑指出，香港電視娛樂的覆蓋率將會由最初的65%逐步提升至80%或者以上，期望香港電視娛樂可以盡快開台。他又指出，2021年將會進行中期檢討。同日晚上，香港電視娛樂表示歡迎香港政府發出免費電視牌照，同時期望香港政府可以加快處理頻譜分配決定，讓香港電視娛樂能夠使用廣播頻譜。此外，香港電視娛樂承諾於開台10年投資27億港元，包括於首6年投資近14億港元、於一年內提供一條每日24小時綜合粵語頻道、於兩年內提供一條每日16小時綜合英語頻道，並且宣佈已經成立擁有3億港元的基金，用作發展和購買香港製作節目，包括電視劇集、綜藝節目、清談節目及紀錄片等等。

#### 獲指配廣播頻譜
2015年7月31日，通訊事務管理局決定採用行政指配方式，指配原由亞視使用的多頻網頻道的一半傳輸容量予香港電視娛樂，以提供持牌免費電視服務。

#### 公佈電視台名稱
2015年10月20日，香港電視娛樂宣佈以「ViuTV」作為其免費電視品牌，並啟用網站及facebook專頁。同日傍晚，香港電視娛樂舉行品牌發佈會，以「電視真開始」為標題，宣佈免費電視台將於2016年4月開台，口號為「實況娛樂，真係選擇」。

### 正式廣播
2016年3月31日，香港電視娛樂根據新牌照條款在now TV頻道99試播；4月2日，香港電視娛樂在大氣電波99台進行試播。同年4月6日，香港電視娛樂在香港會議展覽中心舉行開台禮，正式開台。但香港電視娛樂只限於數碼廣播，將不會提供模擬廣播。

## 公司總部
香港電視娛樂（「ViuTV」）在開台初期租用柴灣港利中心作辦公用途，錄影廠位於柴灣的百樂門大廈，大型節目（如《全民造星》）則須租用將軍澳邵氏影城作錄影。2017年第四季落實租用九龍灣國際展貿中心作爲新總部和錄影廠，直至2018年12月18日正式遷入。隨九展因重建計劃於2024年6月30日關閉，香港電視娛樂（「ViuTV」）辦公室遷至九展附近的太豐匯，節目製作部分遷至將軍澳邵氏影城。
- 香港鰂魚涌英皇道979號太古坊電訊盈科中心41樓（電訊盈科總部）
- 香港灣仔電訊大廈3樓（新聞及財經）
- 香港九龍灣展貿徑1號九龍灣國際展貿中心8樓899室（綜藝及娛樂）、地下為錄影廠（影視製作工作室，2018年12月18日 - 2024年6月30日）
- 香港柴灣嘉業街12號百樂門大廈18樓至20樓（綜藝及娛樂）
- 香港九龍灣啟祥道17號太豐匯（前稱高銀金融國際中心）6至8樓（多媒體製作）
- 香港柴灣永泰道70號柴灣工業城2期（廣告拍攝、綜藝及娛樂）
- 香港將軍澳環保大道201號邵氏影城（錄影廠 / 影視製作工作室，2016年3月13日 - 2018年12月18日；2024年6月30日 - ）

## 廣播方式
香港電視娛樂在申請免費電視牌照時要求在一條備用的全港性特高頻（UHF）頻道（“62頻道”）提供其數碼地面電視服務，直至2015年為止（因當時香港政府計畫於2015年停播模擬電視信號，惟後來決定延遲到2020年），之後會把這條頻道交回政府。為確保觀眾能無間斷地享用其服務，它會在香港的模擬電視服務全面終止前申請使用騰出的頻道。另外，香港電視娛樂亦會使用現有收費電視（now寬頻電視）服務的現有寬頻網絡，以彌補數碼地面電視覆蓋範圍的不足。
然而，香港電視娛樂在2015年才正式獲發免費電視牌照，而其原本要求的特高頻頻道62頻道已被港台電視使用。其後，因為亞視的免費電視牌照不獲續期，亞視所使用的1.5條數碼頻譜會被收回。2015年7月31日，通訊事務管理局宣佈香港電視娛樂在2016年4月2日起，獲分配原由亞視使用的一條多頻網頻道的一半傳輸容量（即原用作傳送本港台及國際台的部份）。香港電視娛樂原要求指配一整條數碼頻道，但通訊局注意到港娛獲發牌照提供一條高清頻道及一條標清頻道，以及考慮到頻譜供應有限，加上其他準免費電視持牌機構可能對有關頻譜有需求，因此決定指配現有多頻網頻譜餘下的一半傳輸容量（即原亞視11頻道本港台及16頻道國際台佔用的頻譜）予港娛。

## 頻道
香港電視娛樂在開台初期將提供兩條頻道：於一年內提供一條每日24小時綜合粵語頻道、於兩年內提供一條每日17小時綜合英語頻道。兩條頻道分別是24小時及17小時廣播的綜合頻道，並會以數碼廣播形式播放，並透過租用now寬頻電視的混合光纖同軸（Hybrid fibre-coaxial）網路及大氣電波（原亞洲電視11本港台及16國際台頻譜）傳送訊號，數碼廣播初期訊號為高清（1080i）廣播，而港娛亦打算籌備開辦類似無綫《勁歌金曲》的電視節目（後來已製作綜合式音樂節目《Chill Club》，現時於ViuTV播出）。

### 免費電視頻道一覽
| 頻道 編號 | 頻道名稱 | 頻道內容                                                                       | 傳送制式                                                      | 視訊制式            | 啟播日期      | 相關連結                        |
| 96        | ViuTVsix | 17小時英語綜合頻道，提供劇集、綜藝、資訊、新聞及牌照規定節目。                 | 香港數碼地面電視廣播（大氣電波）、now寬頻電視（固定寛頻網絡） | 高清電視 1080i 16:9 | 2017年3月31日 | 官方網頁 （页面存档备份，存于） |
| 99        | ViuTV    | 24小時粵語綜合頻道，提供劇集、實況娛樂、綜藝、資訊、新聞、財經及牌照規定節目。 | 香港數碼地面電視廣播（大氣電波）、now寬頻電視（固定寛頻網絡） | 高清電視 1080i 16:9 | 2016年4月6日  | 官方網頁 （页面存档备份，存于） |

## 管理層
董事局
- 董事：魯庭暉
- 董事：羅偉文（David Michael Norman）
- 董事：鄒開蓮
- 董事：黃康傑

高層
- 總經理：鍾廣德
- 製作部副總裁：金廣誠

## 幕後人員
香港電視娛樂播放的節目部份為Now TV製作，下列部份可能只為Now TV的幕後職員未必為香港電視娛樂的幕後職員。
| 製作人（總製片）     |        |        |          |        |
| 郭小峰               | 羅婉霞 | 鄧如嫣 | 周俊傑   | 張嘉明 |
| 葉俊傑               |        |        |          |        |
| 副製作人（助理製片） |        |        |          |        |
| 黃文鍵               | 薛泰傑 | 謝皓鈞 | 麥庭彰   | 余穎欣 |
| 監製                 |        |        |          |        |
| 盧冰心               | 曾昭隆 | 吳繼業 | 楊任豪   | 張家強 |
| 盧思麟               | 賀志良 | 羅俊華 | 鄧立榆   | 黃慧君 |
| 林子健               | 何國敏 | 韋嘉華 | 南方舞廳 | 余樂明 |
| 孔令宜               | 吳漢邦 | 羅嘉駿 | 劉美君   | 陳榮昌 |
| 歐錦棠               | 葉子文 | 莫至剛 | 杜琪峰   | 羅耀輝 |
| 譚惠貞               | 陳翹英 | 游學修 | 李海茵   | 林保怡 |
| 許少芬               | 羅佩怡 | 陳志發 | 張凱銘   | 蘇永基 |
| 陸天華               | 劉健倫 | 張碗婷 | 王嘉恩   | 高林豹 |
| 張之彦               | 葉鎮輝 | 文佩卿 | 伍健雄   | 林淑賢 |
| 謝君豪               | 劉偉恒 | 張繼聰 | 張敬軒   | 鄭丹瑞 |
| 朱淑儀               | 章彥琦 | 游乃海 | 董成瑜   | 陳偉揚 |
| 梁材遠               | 莊偉建 | 林建祥 | 廖晉碩   | 王偉仁 |
| 編導                 |        |        |          |        |
| 徐志勇               | 劉俊傑 | 蕭家雯 | 廖明心   | 鄭繼榮 |
| 李振聲               | 容嘉雯 | 李上孜 | 何文廣   | 忻家和 |
| 李宏達               | 魏健濠 | 陳樹培 | 吳家榮   | 陳國恒 |
| 黎健倫               | 楊允中 | 張家亮 | 伍佩泯   |        |
| 編審                 |        |        |          |        |
| 蔡建生               | 陳長勤 | 羅世雄 | 陳嘉欣   | 黎明寳 |
| 鄭仲祺               | 譚偉強 | 盧思麟 | 南方舞廳 | 蕭寶年 |
| 文迪                 | 吳俊達 | 陳佩君 | 余鎮漢   | 劉美琪 |
| 謝家驥               | 羅佩清 | 樂末   | 歐錦棠   |        |
| 編劇                 |        |        |          |        |
| 黃綺琳               | 黃智揚 | 陳小娟 | 鄭思源   | 羅韻貽 |
| 陳永康               | 梁家威 | 黎雅倫 | 梁御東   | 李卓風 |
| 駱競茵               | 羅海兒 | 黎敏樺 | 石俊傑   | 呂肇永 |
| 林逸瀚               | 黃志邦 | 李悦   | 陳梓桓   | 林熹瞳 |
| 黃安培               | 葉偉平 | 劉國瑞 | 曾憲寧   | 游學修 |
| 黃竣培               |        |        |          |        |
| 導演                 |        |        |          |        |
| 葉雲正               | 蕭家雯 | 文迪   | 潘志恒   | 何國敏 |
| 潘可欣               | 林俊賢 | 龍才生 | 李卓宇   | 范榮笙 |
| 陳文進               | 張敬仁 | 楊志堅 | 盧昭宏   | 陸天華 |
| 吳肇麟               | 麥家威 | 孔令政 | 黃汝樂   | 羅俊偉 |
| 周家利               | 鄭英偉 | 劉國瑞 | 曾憲寧   | 游學修 |
| 高林豹               | 黃穎珊 | 劉諾衡 | 簡君晉   |        |
| 趙善恒               |        |        |          |        |
| 助理編導/副導演      |        |        |          |        |
| 賴永昌               | 蘇莎朗 | 李嘉儀 | 陸肇軒   | 顔順康 |
|                      | 梁卓祺 | 梅兆輝 | 姚嘉賢   |        |
| 周司朗               |        | 何啟智 | 彭雋升   | 王靜   |
| 邵柏晞               | 陳梓栅 | 陳瑋宗 | 袁瑋麒   |        |
| 填詞人               |        |        |          |        |
| 張美賢               |        |        |          |        |
| 公關                 |        |        |          |        |
| 王小姐               |        |        |          |        |

## 合約評述員藝員
- 陳炳安
- 林慶麟
- 曾偉忠
- 方柏翹
- 陳葦如
- 黎奕倫
- 陳恩能
- 文彼得
- 謝德謙
- 黃耀富
- 梁冠聰

## 財經主持

### 智富通主持
香港電視娛樂播放的粵語新聞節目為now新聞部製作，香港電視娛樂暫時並無任何新聞主播或記者，以下主要為財經節目主持。
| 男主持 |        |        |        |        |        |
| 余樂明 | 葉景強 | 黃德   |        |        |        |
| 女主持 |        |        |        |        |        |
| 羅佩怡 | 莊斯惠 | 黃楚喬 |        |        |        |
| 前主持 |        |        |        |        |        |
| 陳緼珈 | 陳思銘 | 梁駿熙 | 黃合秀 | 周家怡 | 陳佩兒 |
| 具格   | 林小珍 | 范巧茹 | 王嘉恩 | 李元玄 | 林伽遙 |
| 筱靖   | 林穎欣 | 林燕玲 | 黃堯姿 | 陳嘉豪 |        |

### 24K財經前主持
以下主要為24K財經節目主持，來自廣東廣播電視台，停播後悉數離職。
| 男主持 |        |        |          |      |        |
| 路遙遙 | 莊雨煒 |        |          |      |        |
| 女主持 |        |        |          |      |        |
| 周彤   | 邱潔驊 | 徐瑋灃 | 楊艾蔓菁 | 魏寧 | 劉文惠 |
| 任浩瑤 | 王嘉恩 |        |          |      |        |

## 聯盟公司
自2016年開台後，香港電視娛樂（現由旗下的覓一MakerVille代表）和香港五大唱片公司合作。亦有和其他一些娛樂製作公司合作製作節目。常合作的公司包括:
- 馬來西亞Astro
- 新加坡新傳媒私人有限公司
- BMA
- 種星堂
- 星娛樂
- 中國星
- 新藝城
- 耀榮文化
- 大國文化
- 寰亞傳媒集團
- 英皇娛樂
- 天下一集團
- 環球唱片
- 華納唱片
- 新力唱片
- 百代唱片
- 夢想沙龍
- 毛記電視
- 嘉禾電影有限公司
- HMV數碼中國集團
- 銀河映像(香港)有限公司
- 星空華文傳媒電影有限公司

## 應用程式公司合作計劃
- 自2018年下半年開始，隨著智能手機應用程式普及，網絡紅人可以和目標觀眾即時互動。香港電視娛樂下半年找了兩個真人秀節目做試點，包括《全民造星》及《廣告女皇》和馬來西亞手機應用程式VOOV合作，透過每位參賽者自由發揮拍15一20秒短片，增加點擊率及增加人氣。
- 2021年5月再和uplive直播平台合作。
- 隨著5G技術及5G手機面世，現場手機直播技術可行後，香港電視娛樂在2021年8月15日推出直播王節目。

## 外部連結
- ViuTV網頁 （页面存档备份，存于）
- ViuTV的Facebook專頁
- 香港電視娛樂有限公司的申請的諮詢公告 （页面存档备份，存于）